# Lovesome Thing (album d'Anaïs Reno)
Pour les articles homonymes, voir Lovesome Thing.
Lovesome Thing, sous-titré Anaïs Reno Sings Ellington & Strayhorn et sorti en 2021, est le premier album de la chanteuse de jazz américaine Anaïs Reno.
L'album, enregistré par Anaïs Reno à l'âge de 16 ans, en pleine pandémie de covid-19, est entièrement consacré aux morceaux du Great American Songbook composés entre 1931 et 1956 par Duke Ellington et son proche collaborateur, le compositeur, arrangeur et pianiste Billy Strayhorn.
Il combine les grands classiques comme Caravan, Take the "A" Train, Mood Indigo et Lush Life (composé par Strayhorn quand il n'avait que 18 ans) avec des morceaux comme A Flower Is a Lovesome Thing, It's Kind of Lonesome Out Tonight, I Ain't Got Nothin' but the Blues, I'm Just a Lucky So-and-So,,,.

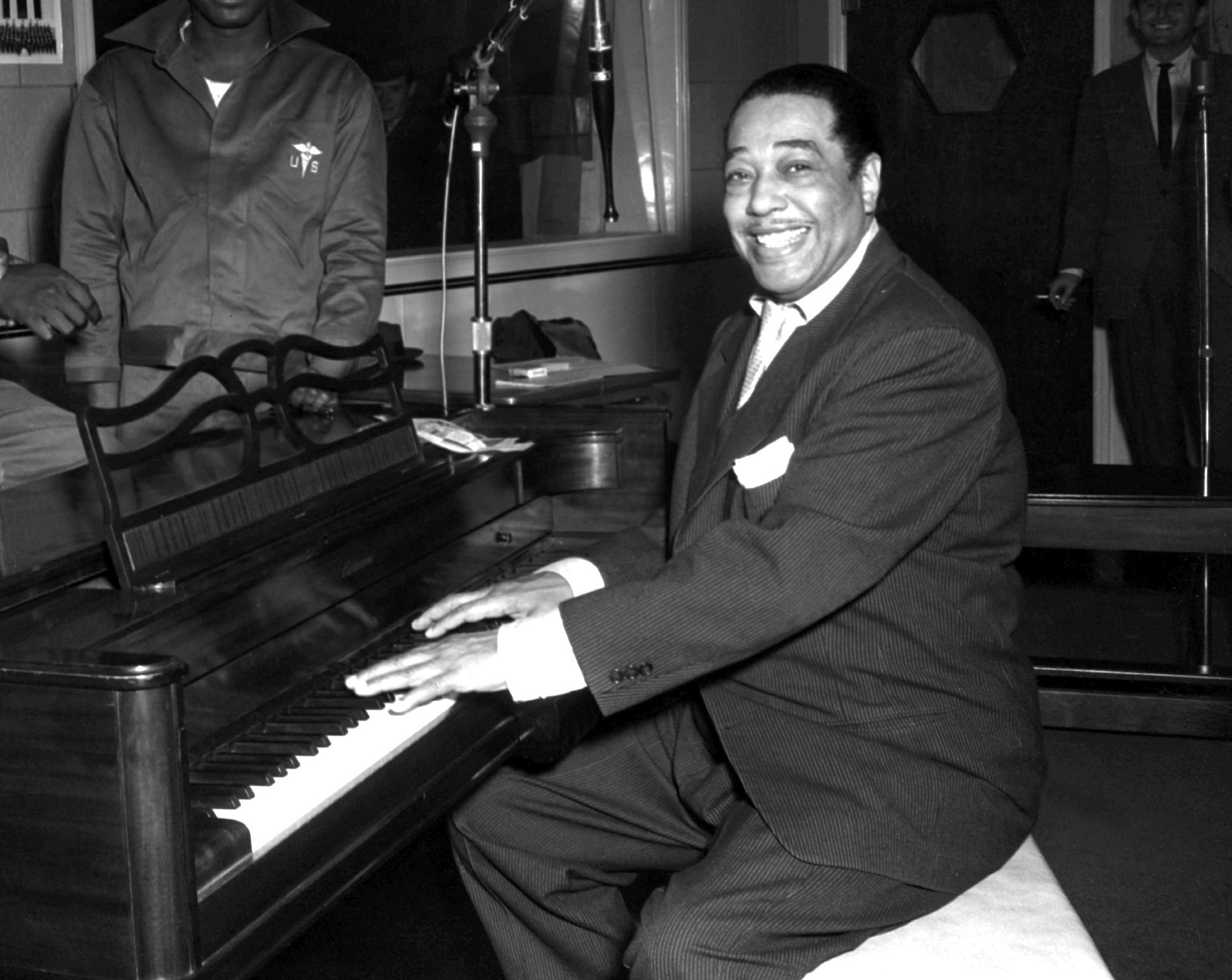
Duke Ellington, en 1954.

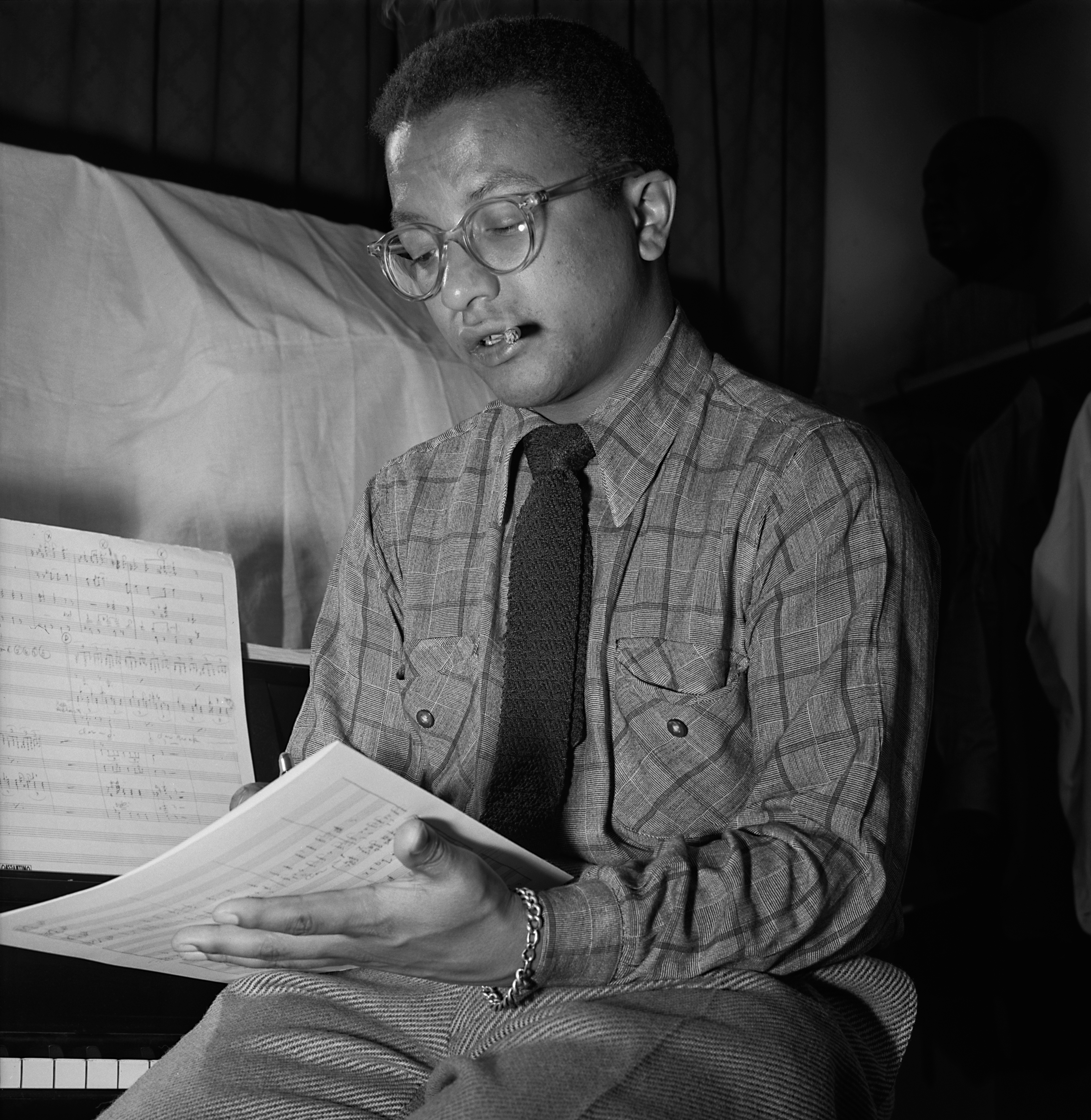
Billy Strayhorn, vers 1946-1948.

L'album reçoit un accueil très favorable : « Lovesome Thing est une réalisation somptueuse d'un talent émergent qui prendra certainement sa place au firmament du jazz dans les années à venir ». « Il s'agit d'un premier enregistrement mémorable de la part d'une jeune chanteuse au talent prodigieux ».

## Historique

### Contexte

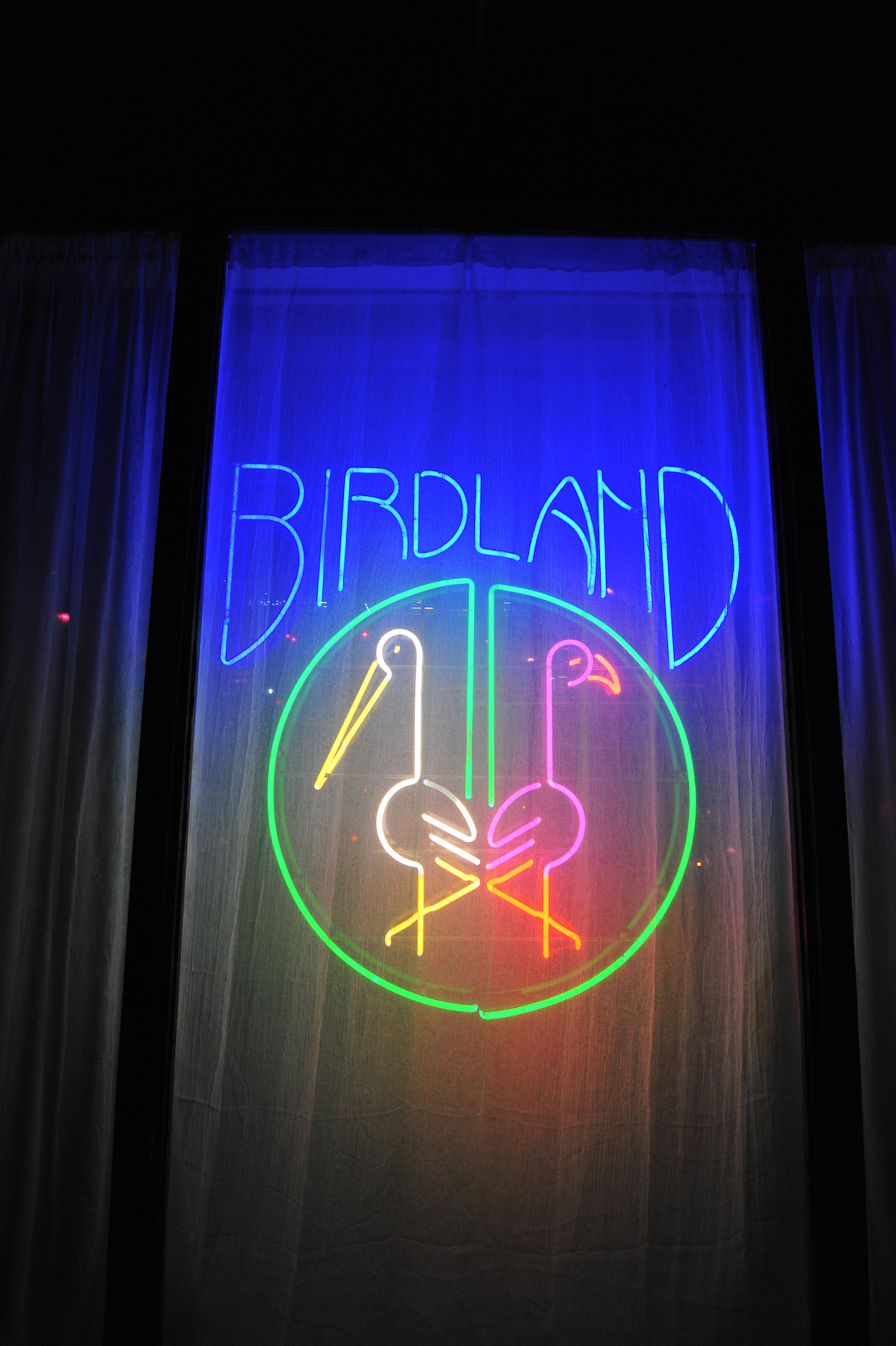
Birdland Jazz Club.

Anaïs Reno est une chanteuse de jazz très précoce. Elle commence à se produire à l'âge de 10 ans,, à onze ans elle fait partie du « Programme des très jeunes compositeurs de l'Orchestre philharmonique de New York » (New York Philharmonic's Very Young Composers program), à douze ans elle se produit au Birdland Jazz Club et à treize ans elle joue son premier concert en tant qu'artiste solo dans un club de jazz de New York, le club Feinstein's/54 Below.
Elle remporte plusieurs prix dès l'âge de treize ans,,,,,,,,, et se produit dans de nombreuses salles de jazz et de cabaret, dont le Friar's Club, le National Arts Club, le Players Club, le Carnegie Hall et la convention annuelle de cabaret au Jazz at Lincoln Center et donne des concerts sold-out au club Feinstein's 54 Below et au Birdland Jazz Club,,,,.

### Genèse de l'album
À l'âge de 15 ans, Anaïs Reno décide de faire son premier album : « Elle n'était pas sûre de la façon dont elle voulait structurer l'album, mais elle avait participé à un spectacle d'hommage à la musique d'Ellington et de Strayhorn au Birdland, et sa mère a suggéré de faire un album entier de leur musique. "Au début, j'ai résisté à l'idée mais, maintenant, je ne peux pas imaginer que ce soit un autre album" ». Gianni Valenti, le propriétaire du Birdland, l'aide à choisir les musiciens et à réunir le groupe pour enregistrer l'album.

### Enregistrement et production
L'album est enregistré les 11 et 12 août 2020 au Samurai Hotel Recording Studio à New York, en pleine pandémie de covid-19, alors qu'Anaïs Reno n'a que 16 ans,,,,,,.
La chanteuse est accompagnée par le pianiste Emmet Cohen, le contrebassiste Russell Hall, le batteur Kyle Poole ainsi que par le saxophoniste Tivon Pennicott sur certains morceaux,,,. Sa mère, Juliet Kurtzman, joue du violon sur les morceaux Mood Indigo et It's Kind of Lonesome Out Tonight,,,,,,. 
Emmet Cohen a également fait les arrangements avec Reno,.
L'album est produit par Gianni Valenti, le propriétaire du légendaire club Birdland Jazz Club où Anaïs a fait ses débuts, et par la violoniste Juliet Kurtzman, mère de la jeune chanteuse.
L'enregistrement et le mixage sont effectués par Tyler McDiarmid et la mastérisation (matriçage) par Alan Silverman.

### Publication
L'album sort le 16 avril 2021 sous la référence HCD 3701 sur le label Harbinger Records distribué par Naxos of America,.
La notice du CD (original liner notes) est rédigée par l'historien de la musique Will Friedwald, qui écrit des articles sur la musique et la culture populaire dans des journaux comme le Wall Street Journal, Playboy et Vanity Fair et a écrit une dizaine de livres dont The Life and Music of Nat King Cole chez Oxford University Press.
Le design de la pochette est l'œuvre de Luann Graffeo, tandis que la photographie est de Sophie Elgort.

## Répertoire
L'album est entièrement consacré au répertoire de Duke Ellington et de Billy Strayhorn, qui ont collaboré pendant plusieurs décennies à partir de la fin des années 1930. Il comprend douze morceaux du Great American Songbook composés par Ellington et Strayhorn entre 1931 (Mood Indigo) et 1956 (U.M.M.G.).
On y retrouve les grands classiques du tandem Ellington-Strayhorn Caravan et Take the "A" Train mais aussi It's Kind of Lonesome Out Tonight, I Ain't Got Nothin' but the Blues,,, et Lush Life, une chanson composée par Strayhorn quand il n'avait que 18 ans et qui a été décrite comme un « hymne à la désillusion prématurée ».
Anaïs Reno déclare à propos de ce répertoire : « J'ai une relation très personnelle avec ces chansons. D'une certaine manière, je crois que la musique d'Ellington et de Strayhorn me comprend. C'est pourquoi je veux l'honorer »,. Concernant plus spécifiquement l'album, elle précise : « La couleur générale de l'album, un peu triste, un peu « blue », un peu romantique, c'est vraiment moi ». « Je pense que leur musique capture la complexité de l'expérience humaine. Il y a quelque chose d'un peu sombre chez eux en termes d'harmonies et de la façon dont elles se mêlent aux mélodies. Et cela résonne très fort en moi à cause de la mélancolie qui réside dans chacune de leurs chansons ».
Sa mère, Juliet Kurtzman, a les larmes aux yeux à l'écoute de ce répertoire : « Je sens que son âme ressort à travers les paroles et la musique. Je sens la passion qu'elle ressent pour la musique ».

## Accueil critique

### Will Friedwald
L'historien du jazz Will Friedwald, qui a rédigé la notice du CD (original liner notes), met en exergue deux titres. D'un côté, Lush Life qu'il déconseille généralement aux jeunes chanteurs parce que la mélodie et les paroles sont très difficiles et « où il est trop facile pour un chanteur de paraître faussement sophistiqué et donc stupide. Et pourtant, lorsqu'elle est bien chantée, comme le fait Anaïs, le résultat est dévastateur et émouvant ». De l'autre, It's Kind of Lonesome Out Tonight, qui est clairement son morceau préféré sur l'album : « La performance d'Anaïs est suffisamment sombre et mélancolique pour exprimer des sentiments complexes que la plupart d'entre nous ne peuvent même pas imaginer avant d'avoir le double de son âge ». « J'aime tellement cette interprétation que je décrète que mon épitaphe sera "Will Friedwald - The Man Who Introduced Anaïs Reno to It's Kind of Lonesome Out Tonight ».
Et Friedwald de conclure : « À 16 ans, Anaïs a réussi ce que très peu d'adultes parviennent à accomplir : améliorer notre appréciation et notre plaisir du canon Ellington-Strayhorn. Qu'ils travaillent ensemble ou séparément, ils étaient toujours sur la même longueur d'onde, au sens propre comme au sens figuré. Et maintenant, Anaïs Reno l'est aussi ».

### Gianni Valenti
Gianni Valenti, le propriétaire du légendaire club Birdland Jazz Club où Anaïs a fait ses débuts, a d'abord pensé que le choix de chansons de l'album pour une adolescente était « assez lourd », mais il a été impressionné par la façon dont elle s'en est sortie. « Elle va être là pour un bon moment. Et elle va faire tourner beaucoup de têtes ».

### Médias américains
L'album reçoit un accueil extrêmement favorable dans les médias.
Pour la journaliste de jazz Dee Dee McNeil « Dans l'océan profond des airs mémorables que Duke Ellington et Billy Strayhorn ont laissé à ce monde, cette vocaliste a cueilli certains des plus emblématiques pour son premier album. Étonnamment, elle n'avait que seize ans lorsqu'elle a commencé à chanter ces chansons difficiles. Vous entendez un peu de son âme briller quand elle interprète I Ain't Got Nothin' but the Blues ». 
Richard J. Salvucci, du site All About Jazz, qui était incrédule en apprenant que Billy Strayhorn était un adolescent quand il a écrit Lush Life, comprend qu'il ne serait pas surprenant qu'une réaction similaire accompagne l'écoute de ce morceau chanté par Anaïs Reno : « Quel âge a-t-elle ? Non, personne ne peut interpréter Strayhorn de façon convaincante à l'âge de seize ans. Certains chanteurs n'y arrivent pas à soixante ans. La chanson n'a-t-elle pas mis Frank Sinatra en échec ? ». Salvucci se montre très enthousiaste à propos de l'album : « L'écouter interpréter Strayhorn et Ellington n'est rien d'autre qu'une explosion. Elle n'est peut-être pas encore Ella Fitzgerald lorsqu'elle interprète I Ain't Got Nothing but the Blues, mais il serait agréable d'entendre ce qu'elle en fera dans quinze ans. Quelle voix que celle de Mme Reno. Absolument saisissante, et Mood Indigo et Daydream sont des véhicules exceptionnels pour montrer cette voix. L'ensemble de l'enregistrement laisse une impression de stupéfaction. Quel extraordinaire premier enregistrement pour Mme Reno ». 
Joe Ross rappelle qu'Anaïs Reno est annoncée par le New York Times comme l'une des « vedettes de cabaret de la prochaine génération » (the Next Generation of Cabaret Showstoppers) et souligne que « d'une seule phrase, Reno peut rappeler Ella Fitzgerald, ce qui est étonnant pour une jeune femme qui étudie encore la musique, le théâtre et les arts du spectacle dans un lycée de Manhattan ». Ross souligne que « si sa voix expressive, son affabilité et son charisme sont au premier plan, le pianiste et arrangeur Emmet Cohen, ainsi que Russell Hall (basse) et Kyle Poole (batterie) fournissent l'accompagnement idéal sur ce disque sophistiqué » : il conclut « Je vois cette chanteuse très talentueuse et pleine d'avenir aller loin. Des chansons comme Day Dream, Lush Life et I'm Just a Lucky So-and-So pourraient bien devenir l'histoire de sa propre vie alors qu'elle se lance dans une carrière réussie de chanteuse de jazz ».
Stephen Mosher, du site Broadway World, estime que ce « premier album va accroître le cercle de ses admirateurs d'une façon inimaginable. Dans vingt ans, je raconterai aux gens la première fois que j'ai entendu Anaïs Reno. Il y a longtemps que le premier enregistrement d'un nouvel artiste n'a pas eu autant de valeur artistique. Lovesome Thing fait preuve d'une cohérence absolue et d'une intégrité fidèle, et cela n'arrive que lorsque le chanteur et sa vision limpide inspirent à ses collègues dévotion et dévouement. Du début de Caravan aux notes finales de You Must Take The A Train, l'album enchaîne les exemples de la variété artistique et, avec Reno aux commandes, l'aiguille oscille avec fluidité sur le spectre des possibilités émotionnelles et musicales. ».
Pour Rob Lester, « le lien qu'elle ressent avec la musique de Duke Ellington et de son proche collaborateur Billy Strayhorn est manifeste » sur cet album où « elle reprend avec talent plusieurs de leurs morceaux les plus célèbres et les plus fréquemment enregistrés ». « Bien qu'il y ait des choses joyeuses comme I'm Just a Lucky So and So et le choix presque obligé du thème de l'orchestre du Duke Take the "A" Train, beaucoup d'autres choses ici ont une atmosphère de mélancolie langoureuse ». Lester conclut : « Ne cherchez pas ici la grande énergie et l'euphorie brûlante qui font partie de l'héritage de l'ère big band. Lovesome Thing reste dans un climat plus calme. La retenue est de mise chez Anaïs Reno. Glissant sur sa voix chatoyante qui ne s'épuise jamais, les passages legato s'enchaînent et les phrases aiguës flottantes contrastent de façon spectaculaire avec ses tons riches et profonds ».
Pierre Giroux, du site All About Jazz, souligne que cette jeune chanteuse prometteuse respire la confiance et « a un don pour la délicatesse fluide » : pour Giroux « les résultats sont plus qu'impressionnants ».
Pour Sandi Durell « Lovesome Thing est un magnifique hommage à la musique d'Ellington et de Strayhorn et un ajout bienvenu à leur œuvre. Ce qui est particulièrement impressionnant, c'est que Reno l'a enregistré en 2020, alors qu'elle avait 16 ans ». « Ce qui est remarquable chez Reno, ce n'est pas seulement sa musicalité, mais aussi sa capacité très mature à interpréter les paroles des chansons. Il y a une véritable fatigue du monde dans sa voix qui dément sa jeunesse. Écoutez son approche subtile d'une chanson contemplative et bluesy comme Mood Indigo ou d'un air de blues swinguant comme I Ain't Got Nothin' But the Blues. Sa voix résonnante est aussi claire que du cristal sur des ballades comme Daydream et It's Kind of Lonesome Out Tonight, qui est l'un des airs les plus obscurs d'Ellington. Elle peut aussi swinguer comme une chanteuse de big band des années 1940, comme elle le démontre si bien sur Take the "A" Train ».
Pour Marc Phillips sur The Vinyl Anachronist : « Anaïs Reno a choisi de reprendre des chansons de Duke Ellington et de Billy Strayhorn pour ses débuts, et on dirait qu'elle chante de merveilleuses chansons comme Caravan, Mood Indigo et I'm Just a Lucky So-and-So depuis bien plus longtemps que seize ans. Il s'agit d'un début exceptionnel, quels que soient les critères. C'est une chose pour une personne de son âge d'avoir du cran, de la force et une technique puriste pour impressionner un public, mais c'en est une autre d'établir un style original avec des chansons qui ont été chantées par d'innombrables autres personnes. ».
Pour Michael Ullman, sur The Arts Fuse, Anaïs Reno donne de Caravan « une performance audacieuse, aussi bien que nuancée, faisant appel à un talent vocal qui se dissimule (presque). Reno utilise la dynamique de manière subtile, par exemple en travaillant en léger crescendo et en ajoutant un peu de vibrato. Elle suit ce tour de force avec une belle interprétation de la ballade Mood Indigo ». Ullman apprécie par ailleurs le fait que Reno remette au goût du jour It's Kind of Lonesome Out Tonight, une chanson enregistrée par Nat King Cole en 1947 et rarement enregistrée depuis.
Pour le site Boston Concert Reviews, « les interprétations de Reno et de son groupe des morceaux Caravan d'Ellington et Take The 'A' Train de Strayhorn sont des créations formidables - endiablées et dynamiques, où l'ensemble du groupe joue de manière brillante et énergique aux côtés de la voix fougueuse de Reno ».
Pour Leigh Scheps, du site Inside Edition, ce répertoire sombre et mélancolique « peut sembler un choix étrange pour une lycéenne, dont on pourrait penser qu'elle serait plus à l'aise dans des chansons pop, mais la jeune chanteuse a la maturité et la gamme pour le faire ».
À la fin du mois de décembre 2021, Tony Zambito, du site Jazz Buffalo, cite l'album Lovesome Thing parmi ses 20 albums de jazz favoris de l'année 2021.

### Médias européens
Pour Peter Quinn, du site britannique Jazzwise, ce premier album « offre une remarquable introduction à un talent singulier ». Quinn souligne que Reno « n'impressionne pas seulement dans le domaine vocal, elle a également co-arrangé tout le matériel avec le pianiste Emmet Cohen, dont le trio fournit un superbe accompagnement ». Et Quinn de conclure : « Il est impossible de ne pas être ému par la musicalité de Reno et son approche de la musique ».
En Belgique, Philippe Baron diffuse presque quotidiennement des morceaux de l'album Lovesome Thing dans son émission de jazz sur la chaîne de radio Musiq3 de la RTBF dès le 22 avril 2021, soit six jours après la sortie de l'album.
Pour Yves Dorison, chroniqueur pour le site français Jazz in Lyon, « force est de constater que la maturité vocale de cette adolescente est assez époustouflante. Elle fait preuve d'une musicalité non négligeable et interprète les textes des standards d'Ellington et Strayhorn, auxquels elle rend hommage, avec un à-propos et une subtilité tout à fait déconcertants. Plus que talentueuse, elle excelle dans la nuance et a la sagesse de jamais point trop en faire. Elle évite toutes les chausse-trappes avec un aplomb confondant ».

## Liste des morceaux
L'album comprend deux morceaux des années 1930, huit morceaux des années 1940 et deux morceaux des années 1950.
| No  | Titre                                         | Auteur                                                  | Durée |
| --- | --------------------------------------------- | ------------------------------------------------------- | ----- |
| 1.  | Caravan                                       | Duke Ellington / Juan Tizol / Irving Mills (1937)       |       |
| 2.  | Mood Indigo                                   | Duke Ellington / Barney Bigard / Irving Mills (1931)    |       |
| 3.  | Still in Love                                 | Billy Strayhorn (1954)                                  |       |
| 4.  | Chelsea Bridge / A Flower is a Lovesome Thing | Billy Strayhorn (1941)                                  |       |
| 5.  | I'm Just a Lucky So-and-So                    | Duke Ellington / Mack David (1946)                      |       |
| 6.  | It's Kind of Lonesome Out Tonight             | Duke Ellington / Don George (1947)                      |       |
| 7.  | Day Dream                                     | Duke Ellington - Billy Strayhorn - John Latouche (1941) |       |
| 8.  | I Ain't Got Nothin' but the Blues             | Duke Ellington / Don George (1944)                      |       |
| 9.  | All Roads Lead Back to You                    | Duke Ellington - Billy Strayhorn - Allen Roy (1946)     |       |
| 10. | U.M.M.G. (Upper Manhattan Medical Group)      | Billy Strayhorn (1956)                                  |       |
| 11. | Lush Life                                     | Billy Strayhorn (1941)                                  |       |
| 12. | Take the "A" Train                            | Billy Strayhorn (1941)                                  |       |

## Musiciens
- Anaïs Reno : chant
- Emmet Cohen : piano
- Russell Hall : contrebasse
- Kyle Poole : batterie
- Tivon Pennicott : saxophone sur Caravan, I Ain't Got Nothin' but the Blues et Take the "A" Train[4],[3],[9],[14],[21],[22]
- Juliet Kurtzman : violon sur Mood Indigo et It's Kind of Lonesome Out Tonight[4],[6],[9],[14],[21],[22],[24]

## Classements
En mai 2021, l'album se classe 32e dans le Jazz Chart de JazzWeek, où il signe la plus haute entrée.
L'album a atteint la sixième place du classement iTunes Top 40 U.S. Jazz Albums,.